# Няса
За едноименното езеро вижте Няса (езеро).
Няса (на португалски: Niassa) е провинция в Мозамбик. Разположена е в северната част на Мозамбик. Площта ѝ е 129 056 квадратни километра и има население от 1 713 751 души (по преброяване от август 2017 г.). Провинцията е с най-малка гъстота на населението измежду всички мозамбикански провинции. Град Лишинга е столица на провинцията. На север провинцията граничи с Танзания, като по границата минава река Рувума. На запад провинцията има излаз на езерото Няса, дало името ѝ. Езерото Няса отделя Мозамбик от Малави.